# Mikhail Oparin
Bản mẫu:Eastern Slavic name
Mikhail Sergeyevich Oparin (tiếng Nga: Михаил Серге́евич Опарин; sinh ngày 22 tháng 5 năm 1993) là một thủ môn bóng đá người Nga. Anh thi đấu cho F.K. Tosno.

## Sự nghiệp câu lạc bộ
Anh có màn ra mắt tại Russian Second Division cho FC Kaluga vào ngày 16 tháng 4 năm 2013 trong trận đấu với FC Metallurg Vyksa.

## Danh hiệu

### Câu lạc bộ
Tosno
- Cúp quốc gia Nga: 2017–18

## Thống kê sự nghiệp
Tính đến 13 tháng 5 năm 2018
| Câu lạc bộ            | Mùa giải            | Giải vô địch                | Giải vô địch | Giải vô địch | Cúp     | Cúp       | Châu lục | Châu lục  | Khác    | Khác      | Tổng cộng | Tổng cộng |
| Câu lạc bộ            | Mùa giải            | Hạng đấu                    | Số trận      | Bàn thắng    | Số trận | Bàn thắng | Số trận  | Bàn thắng | Số trận | Bàn thắng | Số trận   | Bàn thắng |
| --------------------- | ------------------- | --------------------------- | ------------ | ------------ | ------- | --------- | -------- | --------- | ------- | --------- | --------- | --------- |
| Krylia Sovetov Samara | 2010                | Giải bóng đá ngoại hạng Nga | 0            | 0            | 0       | 0         | –        | –         | –       | –         | 0         | 0         |
| Amkar Perm            | 2011–12             | Giải bóng đá ngoại hạng Nga | 0            | 0            | 0       | 0         | –        | –         | –       | –         | 0         | 0         |
| Amkar Perm            | 2012–13             | Giải bóng đá ngoại hạng Nga | 0            | 0            | 0       | 0         | –        | –         | –       | –         | 0         | 0         |
| Amkar Perm            | Tổng cộng           | Tổng cộng                   | 0            | 0            | 0       | 0         | 0        | 0         | 0       | 0         | 0         | 0         |
| Kaluga                | 2012–13             | PFL                         | 9            | 0            | –       | –         | –        | –         | –       | –         | 9         | 0         |
| Irtysh Omsk           | 2013–14             | PFL                         | 15           | 0            | 2       | 0         | –        | –         | –       | –         | 17        | 0         |
| Yenisey Krasnoyarsk   | 2014–15             | FNL                         | 3            | 0            | 0       | 0         | –        | –         | –       | –         | 3         | 0         |
| Yenisey Krasnoyarsk   | 2015–16             | FNL                         | 2            | 0            | 0       | 0         | –        | –         | –       | –         | 2         | 0         |
| Yenisey Krasnoyarsk   | 2016–17             | FNL                         | 27           | 0            | 3       | 0         | –        | –         | 2       | 0         | 32        | 0         |
| Yenisey Krasnoyarsk   | Tổng cộng           | Tổng cộng                   | 32           | 0            | 3       | 0         | 0        | 0         | 2       | 0         | 37        | 0         |
| Tosno                 | 2017–18             | Giải bóng đá ngoại hạng Nga | 2            | 0            | 2       | 0         | –        | –         | –       | –         | 4         | 0         |
| Tổng cộng sự nghiệp   | Tổng cộng sự nghiệp | Tổng cộng sự nghiệp         | 58           | 0            | 7       | 0         | 0        | 0         | 2       | 0         | 67        | 0         |